# Alcalá del Valle
Alcalá del Valle er en by og kommune i det sydlige Spanien i provinsen Cádiz. Den har et indbyggertal på 4.936 (2024) indbyggere.